# Southend-on-Sea
Southend-on-Sea (eller bare Southend)  er en by og en kommune (officielt: Borough of Southend-on-Sea) i det sydøstlige England, med et indbyggertal (pr. 2004) på cirka 165.000. Byen ligger i grevskabet Essex i regionen East of England. Byen ligger på stedet, hvor floden Themsen flyder ud i Nordsøen, cirka 40 kilometer øst for London. Det er en industriby, især med fokus på elektronik- og medicinalindustri.
Southend er hjemby for fodboldklubben Southend United F.C.
51°32′N 0°43′Ø / 51.533°N 0.717°Ø
- Wikimedia Commons har flere filer relateret til Southend-on-Sea